# Karl Herxheimer

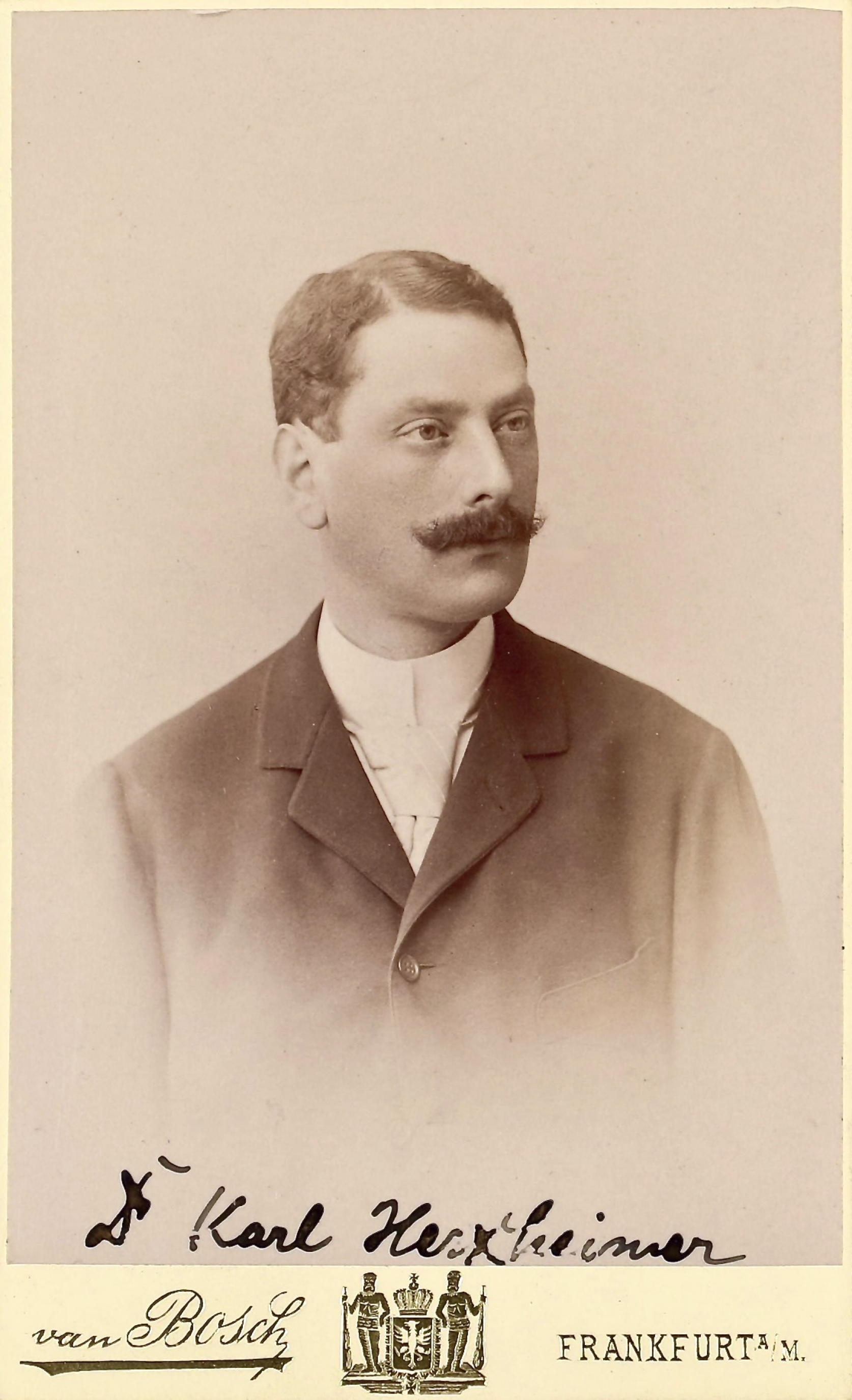
Karl Herxheimer

Karl Herxheimer (* 26. Juni 1861 in Wiesbaden; † 6. Dezember 1942 im Konzentrationslager Theresienstadt, Protektorat Böhmen und Mähren) war ein deutscher Hautarzt und Dermatohistologe. Er war Mitbegründer der Universität Frankfurt und erster Direktor der dortigen Universitäts-Hautklinik und wurde Namensgeber der Karl-Herxheimer-Medaille, die von der Deutschen Dermatologischen Gesellschaft für besondere Leistungen in diesem Fachgebiet verliehen wird.

## Leben
Karl Herxheimer war das elfte Kind einer vermögenden jüdischen Familie, die mehrere bekannte Ärzte hervorbrachte. Er studierte in Freiburg, Würzburg und Straßburg und promovierte 1885 in Würzburg über Lues cerebri, eine syphilitische Gehirnerkrankung. Danach arbeitete er zunächst als Assistent von Carl Weigert, einem Vetter von Paul Ehrlich, am Pathologischen Institut in Frankfurt am Main. In Breslau erhielt er bei Albert Neisser seine dermatologische Ausbildung. Karl Herxheimer wurde sehr stark von seinem Bruder Salomon Herxheimer beeinflusst. Dieser hatte sich nach seiner Ausbildung in Wien bei Ferdinand von Hebra 1874 in Frankfurt als Hautarzt niedergelassen und 1876 eine Klinik für Haut- und Geschlechtskrankheiten gegründet. Karl schloss sich 1887 zunächst seinem Bruder an. Die Zusammenarbeit wurde auch nach 1894 fortgesetzt, als Karl Herxheimer zum Leiter der Hautabteilung des 1884 gegründeten städtischen Krankenhauses in Frankfurt-Sachsenhausen berufen worden war.
1895 gründete er zusammen mit Karl Touton (1858–1934) aus Wiesbaden und Friedrich Hammer aus Stuttgart die Südwestdeutsche Dermatologenvereinigung. Nachdem sein Bruder Salomon Herxheimer 1899 auf einer Bergtour tödlich verunglückt war, wurde er auch für dessen Klinik leitender Arzt. Er entwickelte sich zum führenden Dermatologen seiner Zeit. Er beschrieb eingehend die zuvor erstmals von Adolf Jarisch (1850–1902) publizierte, später nach beiden benannte Jarisch-Herxheimer-Reaktion. Diese besteht in einem vorübergehenden Aufflammen von Krankheitssymptomen durch massiven Erregerzerfall bei Beginn der Behandlung, früher mit Quecksilber, Arsen oder Bismut-Präparaten, heute ebenso z. B. mit Penicillinpräparaten, bei Syphilis. Zudem war er Erstbeschreiber (1902) der nach ihm benannten Akrodermatitis chronica atrophicans Herxheimer. Obwohl nie habilitiert, wurde er 1907 aufgrund seiner außerordentlichen wissenschaftlichen und ärztlichen Leistungen zum Professor ernannt und erhielt 1914 das Ordinariat für Haut- und Geschlechtskrankheiten der Universität Frankfurt am Main, deren Mitbegründer er war. Im Ersten Weltkrieg war er laut Fakultätsalbum fachärztlicher Beirat beim XVIII. Armee-Korps; 1917 erhielt er den Titel Geheimer Medizinalrat.
Zu seinem 60. Geburtstag gaben Freunde und Schüler eine Festschrift heraus (Springer, Berlin 1921). Er emeritierte 1929, drei Jahre nach der üblichen Altersgrenze. Auch danach blieb er, gemeinsam mit seiner Lebensgefährtin Henriette Rosenthal (seine Ehefrau Olga war bereits 1928 verstorben), in Frankfurt am Main wohnhaft, obwohl er ein Haus in der Schweiz besaß. Im Jahr 1933 wurde ihm nach der Machtübernahme des NS-Regimes der Status des Emeritus entzogen. Zum 31. Dezember 1935 wurde er vom Wissenschaftsminister auf der Grundlage des Reichsbürgergesetzes vom 14. November 1935 endgültig in den Ruhestand versetzt. 1941 erhielt er Hausarrest.

Am 24. August 1942 schrieb der NS-Funktionär August Wisser, der Geschäftsführer des Kuratoriums der Universität, an die Frankfurter Gestapo: „Der ehemalige jüdische Universitätsprofessor Dr. Karl Israel Herxheimer, wohnhaft hier Friedrichstraße 26 I, Kenn-Nummer Q 02182 bezieht aus der hiesigen Universitätskasse staatliche Versorgungsbezüge. Zur Vermeidung von Überzahlungen bitte ich um eine Mitteilung hierher, falls Herxheimer evakuiert werden sollte.“ Drei Tage später wurden der 81-jährige und seine Lebensgefährtin in das KZ Theresienstadt verschleppt.
Karl Herxheimer wurde am 6. Dezember 1942 in der Kleinen Festung des KZ Theresienstadt ermordet, ebenso am 20. Dezember 1942 Henriette Rosenthal (geb. 1873).

## Gedenken an Karl Herxheimer
Anfang der 50er Jahre etablierte die Deutsche Dermatologische Gesellschaft einen nach Herxheimer benannten Preis. Die Karl-Herxheimer-Medaille wird seither in zwei- bis dreijährigen Rhythmus für besondere Leistungen im Fachgebiet der Dermatologie verliehen. Preisträger sind unter anderem Wolfram Sterry und Georg Stingl.
Die Deutsche Dermatologische Gesellschaft war es auch, die im Jahre 2012, 70 Jahre nach Herxheimers Tod, auf dem Jüdischen Friedhof Rat-Beil-Straße in Frankfurt am Main einen Gedenkstein enthüllte. Am selben Tag wurde in der Universitätsklinik der Stadt eine erste Karl-Herxheimer-Gedächtnisvorlesung gehalten.
Aus Anlass ihres hundertjährigen Jubiläums ließ die Goethe-Universität 2014 eine Stele zur Erinnerung an den Dermatologen Herxheimer und an dessen Verfolgung und Ermordung durch die Nationalsozialisten errichten. Die Stele steht nahe dem nordwestlichen Eingang zu Haus 28, der Dermatologie, auf dem Gelände des Universitätsklinikums.

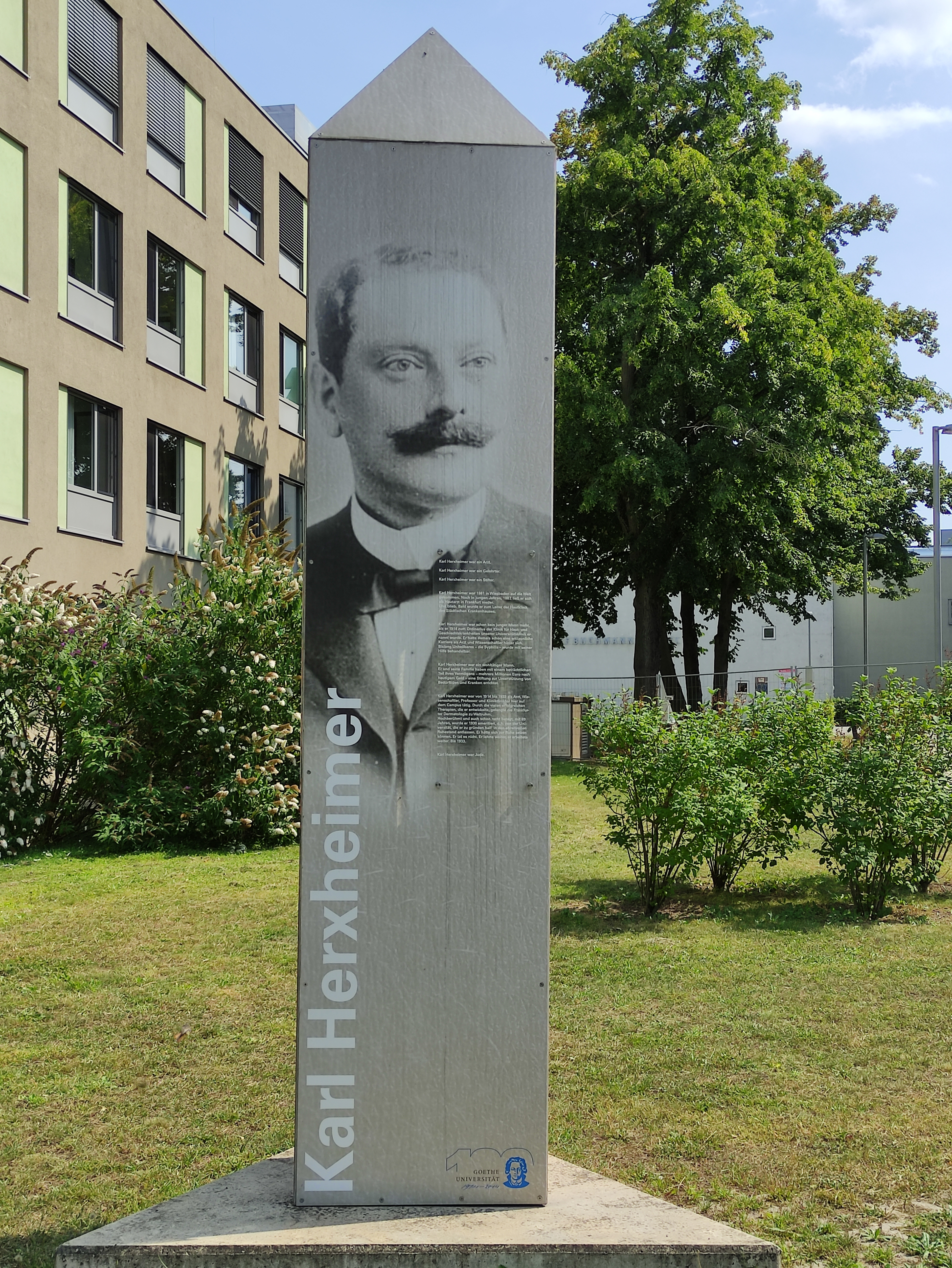
Stele zur Erinnerung an Karl Herxheimer
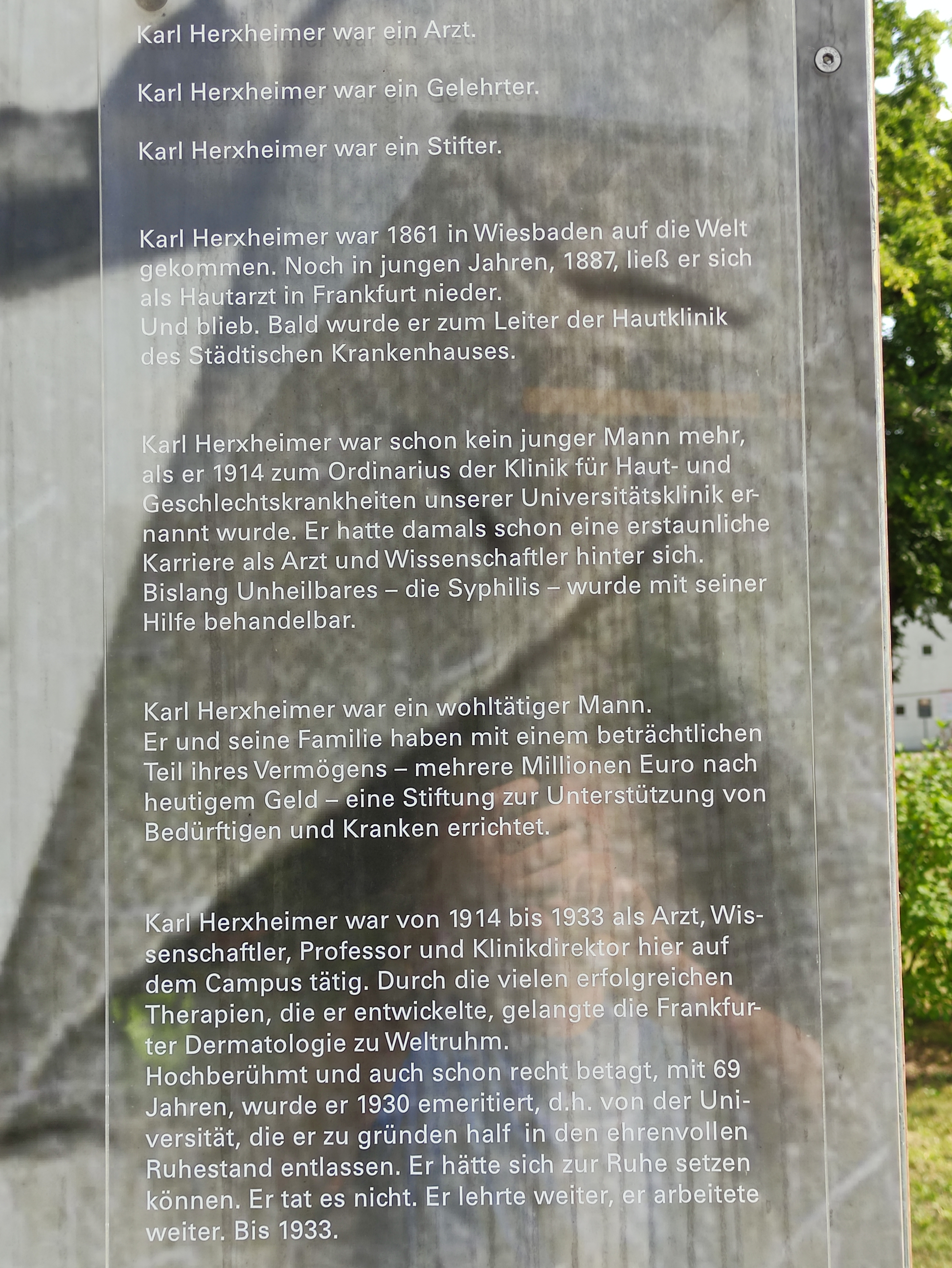
Stele zur Erinnerung an Karl Herxheimer
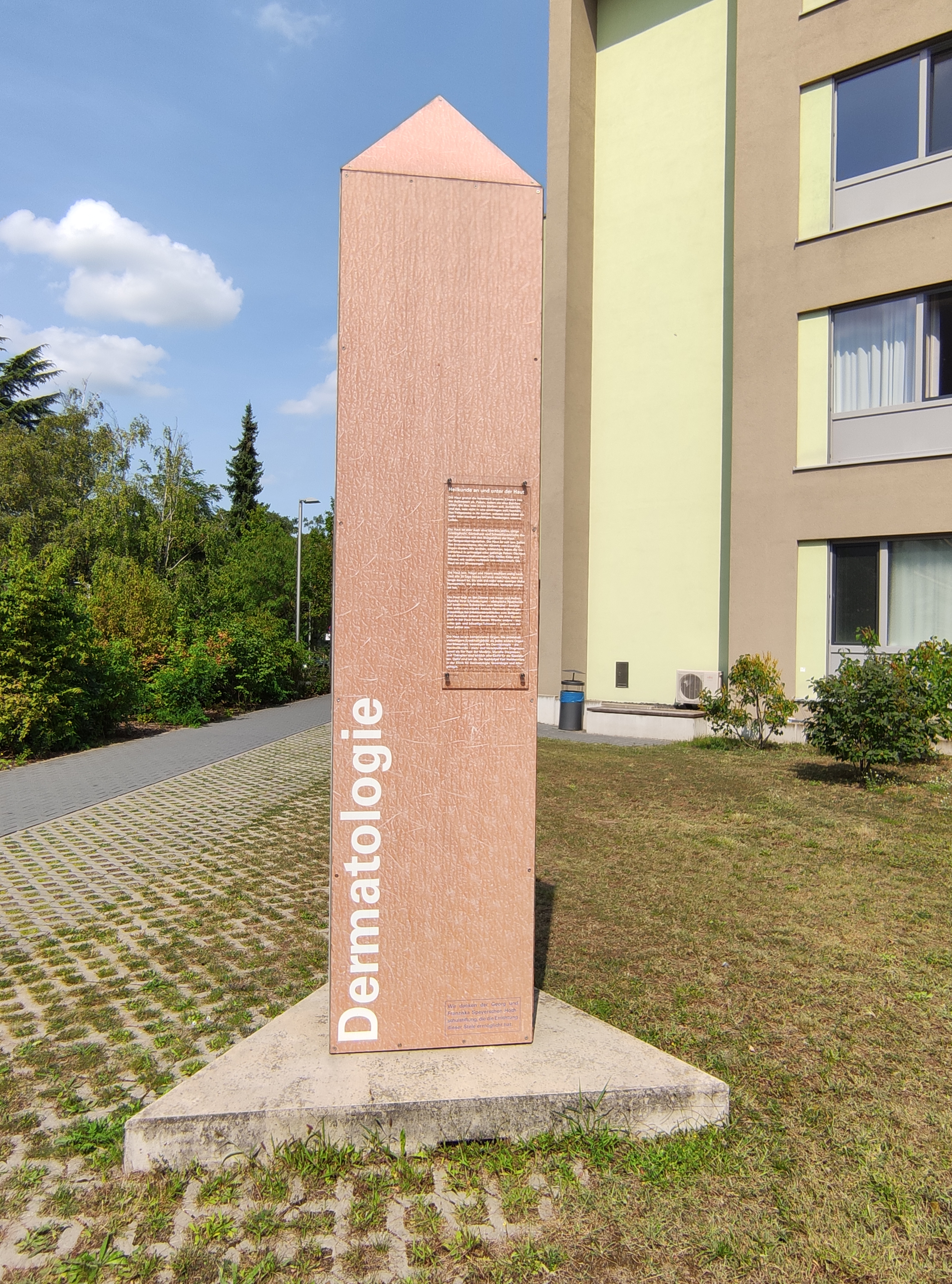
Stele zur Erinnerung an Karl Herxheimer
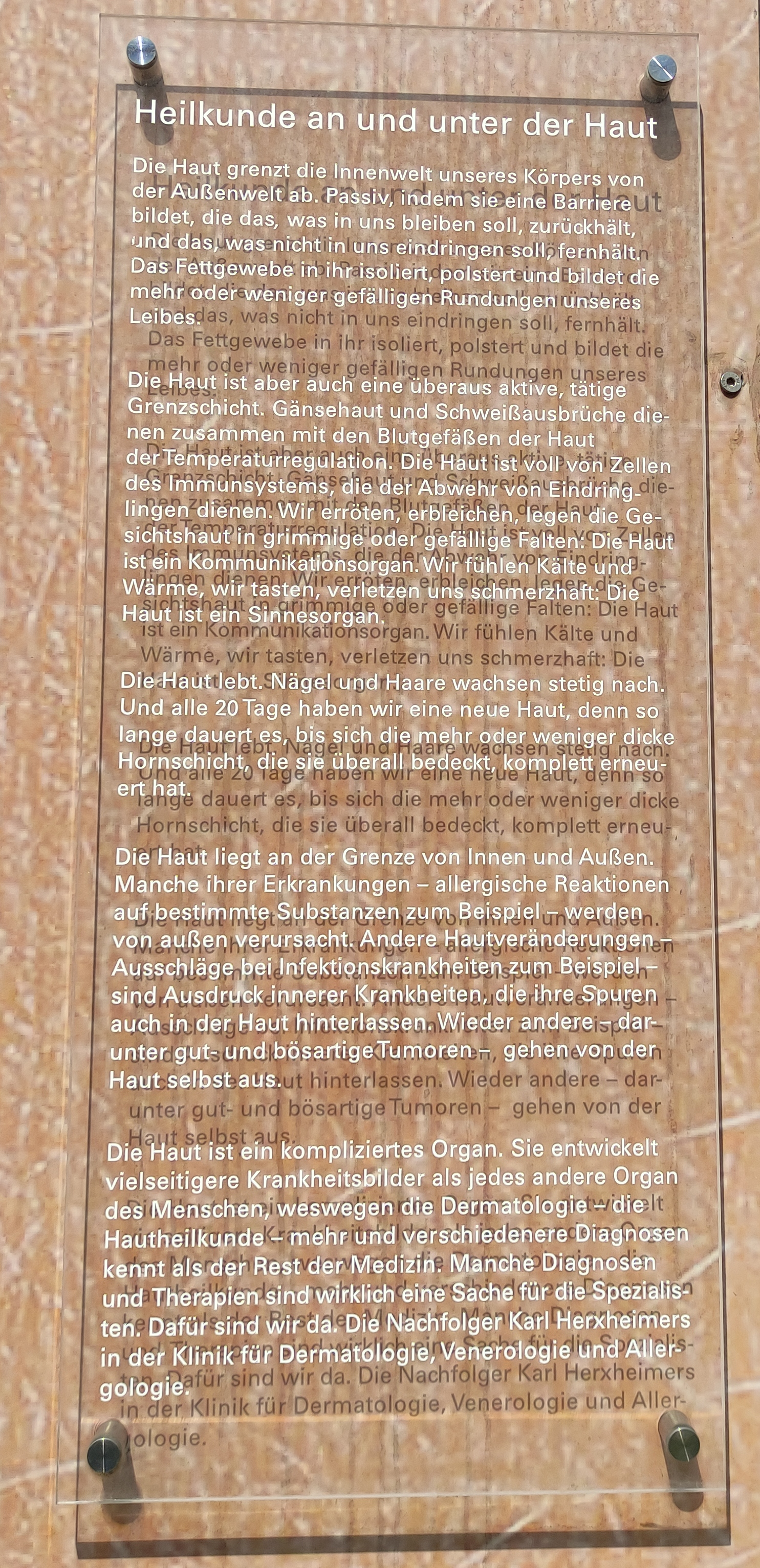
Stele zur Erinnerung an Karl Herxheimer
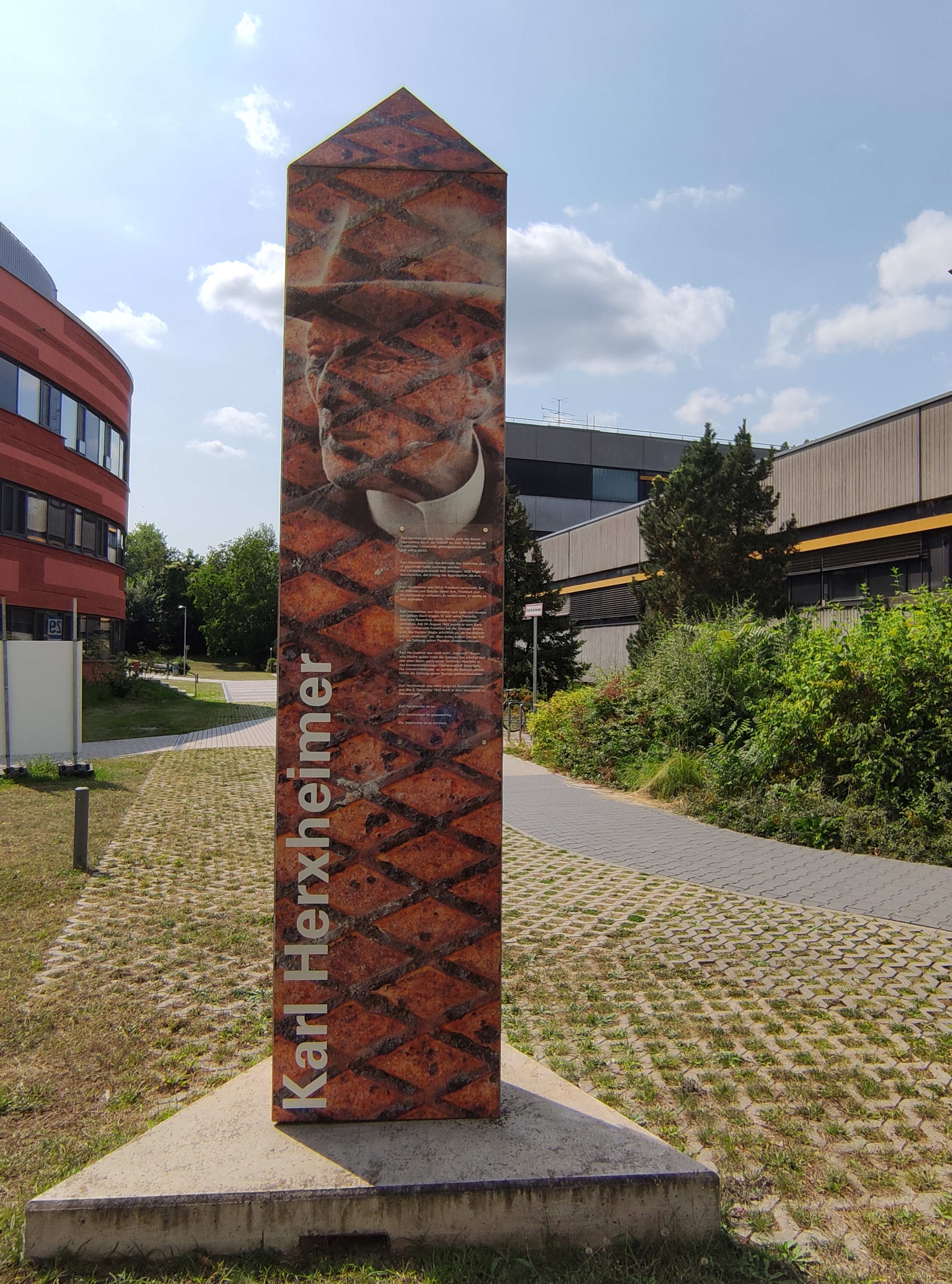
Stele zur Erinnerung an Karl Herxheimer
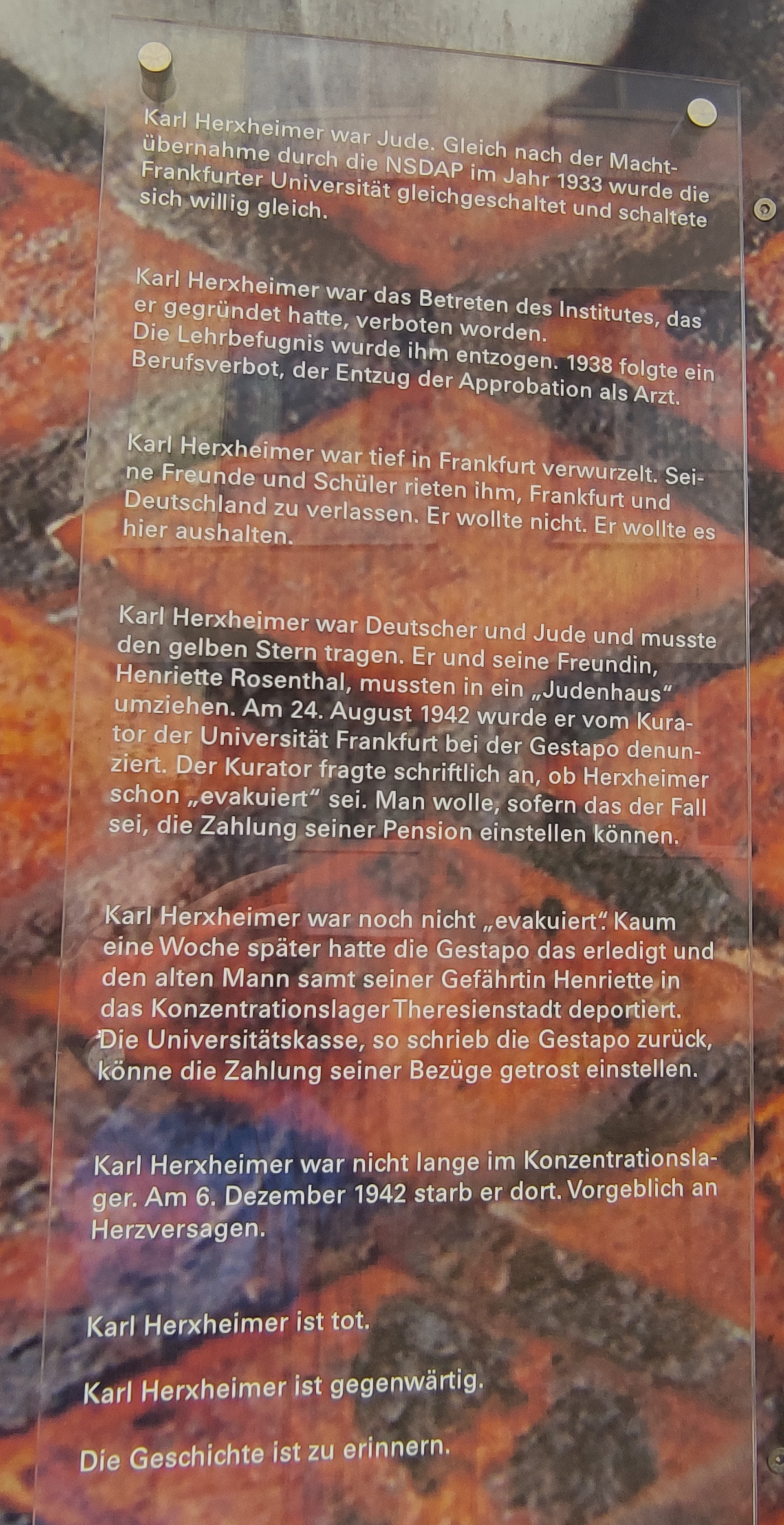
Stele zur Erinnerung an Karl Herxheimer

2013 wurde im Frankfurter Westend ein Stolperstein für Karl Herxheimer verlegt, der 2015 ergänzt wurde um einen weiteren Stolperstein für seine Lebensgefährtin Henriette Rosenthal.

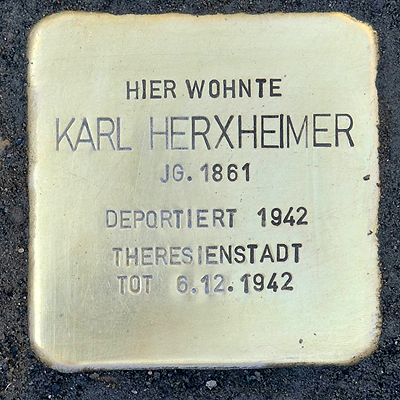
Stolperstein in der Westendstr. 92 für Karl Herxheimer
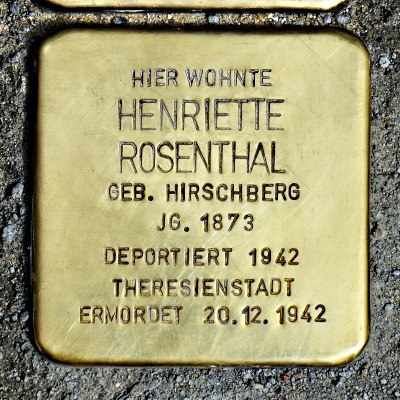
Stolperstein für Henriette Rosenthal

Im Frankfurter Stadtteil Gallus erinnert die Herxheimerstraße an die Brüder Salomon und Karl Herxheimer.

## Schriften
- Ueber Lues cerebri. Inaugural-Dissertation. Thein, Würzburg 1885.
- mit Hugo Müller: Ueber die Deutung der sogenannten Epidermisspiralen. Frankfurt am Main 1896.
- mit Karl Altmann: Die Behandlung der Krankheiten der behaarten Kopfhaut (= Sammlung zwangloser Abhandlungen aus dem Gebiete der Dermatologie, der Syphilidologie und der Krankheiten des Urogenitalapparates. 1.5). Marhold, Halle 1912.
- mit Wilhelm Born: Über die Teerbehandlung von Hautkrankheiten (= Sammlung zwangloser Abhandlungen… Neue Folge, Heft 4). Marhold, Halle 1921.
- mit Edmund Hofmann: Die Hautkrankheiten. Leitfaden für Studierende und Ärzte. Karger, Berlin 1929. 2. erweiterte und verbesserte Auflage 1933.